# Denis Through the Drinking Glass
Denis Through the Drinking Glass è un videogioco di avventura testuale pubblicato nel tardo 1983 per ZX Spectrum e nel 1984 per Acorn Electron, Atari 8-bit, BBC Micro e Commodore 64 dall'azienda britannica Applications Software Specialities. L'avventura è satirica e ha per protagonista Denis Thatcher, marito dell'allora primo ministro britannico Margaret Thatcher. All'epoca Thatcher veniva preso in giro per il bere, e l'alcol ha una parte importante anche nel gioco, da cui il titolo, traducibile "Denis attraverso il bicchiere", un gioco di parole con Through the Looking-Glass, titolo originale del romanzo Attraverso lo specchio. Anche il nome della casa produttrice e il logo (un asino visto da dietro) erano una battuta: la sigla ASS è anche una parola inglese per "asino" o per "culo".
Almeno le versioni Spectrum e Commodore vennero realizzate con l'ambiente di sviluppo The Quill.
Nella stessa serie venne pubblicizzato anche The Tebbit, una parodia di Lo Hobbit e dell'allora ministro Norman Tebbit, ma non risulta essere mai uscito. Denis Through the Drinking Glass è in generale l'unico titolo della Applications di cui sia nota l'effettiva pubblicazione.

## Trama
Denis Thatcher si trova a casa sua, al 10 Downing Street, e deve cercare di sfuggire alla moglie e di trovare l'alcol nascosto per tenersi su. Una volta fuori di casa si reca in svariati luoghi e incontra personaggi politici dell'epoca come Keith Joseph o Ken Livingstone. L'obiettivo finale sarà rifugiarsi al pub.

## Modalità di gioco
L'avventura è completamente priva di grafica e soltanto in inglese, con comandi semplici del tipo "verbo oggetto". Le descrizioni dei luoghi sono in versi umoristici, in buona parte in rima.
È possibile essere sconfitti e terminare bruscamente la partita se non si compiono le azioni giuste. In particolare è necessario procurarsi una bottiglia di alcolico e bere almeno ogni 10 mosse, per tutta la partita, altrimenti Denis perde per sobrietà. Altri eventi fatali possono essere imbattersi in Margaret Thatcher o uscire di casa senza essersi vestiti. Spesso le sconfitte sono descritte da ironici trafiletti del giornale The Sun.
Sono disponibili comandi per salvare la partita su disco o nastro e per chiedere aiuto, ottenendo risposte rudi, ma che a volte celano veramente indizi utili.